# Vala Superliga 2016/17
Die Vala Superliga 2016/17 war die 71. Saison der höchsten kosovarischen Spielklasse im Männerfußball. Sie begann am 19. August 2016 und endete im Juni 2017.
Der Titelverteidiger war der KF Feronikeli.

## Mannschaften
| Verein        | Stadt     | Stadion                     | Kapazität |
| ------------- | --------- | --------------------------- | --------- |
| KF Besa       | Peja      | Stadiumi Shahin Haxhiislami | 08.500    |
| KF Drenica    | Skënderaj | Stadiumi Bajram Aliu        | 03.000    |
| KF Drita      | Gjilan    | Stadiumi i qytetit          | 15.000    |
| KF Ferizaj    | Ferizaj   | Stadiumi Ismet Shabani      | 02.000    |
| KF Feronikeli | Drenas    | Stadiumi i Futbollit        | 02.000    |
| KF Gjilani    | Gjilan    | Stadiumi i qytetit          | 15.000    |
| KF Hajvalia   | Hajvalia  | Stadiumi i Hajvalis         | 01.000    |
| KF Liria      | Prizren   | Stadiumi Përparim Thaçi     | 15.000    |
| KF Llapi      | Podujeva  | Stadiumi i qytetit          | 02.000    |
| FC Prishtina  | Pristina  | Stadion Pristina            | 16.200    |
| KF Trepça     | Mitrovica | Adem-Jashari-Stadion        | 028.500   |
| KF Trepça’89  | Mitrovica | Stadiumi Riza Lushta        | 07.000    |

## Abschlusstabelle
| Pl. | Verein               | Sp. | S  | U  | N  | Tore    | Diff. | Punkte |
| --- | -------------------- | --- | -- | -- | -- | ------- | ----- | ------ |
| 1.  | KF Trepça’89         | 33  | 24 | 5  | 4  | 072:240 | +48   | 77     |
| 2.  | FC Prishtina         | 33  | 22 | 6  | 5  | 046:180 | +28   | 72     |
| 3.  | KF Llapi             | 33  | 21 | 5  | 7  | 044:300 | +14   | 68     |
| 4.  | KF Feronikeli (M, P) | 33  | 20 | 5  | 8  | 061:270 | +34   | 65     |
| 5.  | KF Gjilani           | 33  | 13 | 9  | 11 | 036:280 | +8    | 48     |
| 6.  | KF Besa              | 33  | 13 | 8  | 12 | 042:390 | +3    | 47     |
| 7.  | KF Drenica           | 33  | 10 | 10 | 13 | 037:470 | −10   | 40     |
| 8.  | KF Liria             | 33  | 10 | 7  | 16 | 039:390 | ±0    | 37     |
| 9.  | KF Drita             | 33  | 9  | 8  | 16 | 021:320 | −11   | 35     |
| 10. | KF Ferizaj (N)       | 33  | 6  | 13 | 14 | 024:360 | −12   | 31     |
| 11. | KF Trepça (N)        | 33  | 4  | 9  | 20 | 034:630 | −29   | 21     |
| 12. | KF Hajvalia          | 33  | 1  | 5  | 27 | 011:840 | −73   | 08     |

Platzierungskriterien: 1. Punkte – 2. Tordifferenz – 3. geschossene Tore

| (M) | amtierender kosovarischer Meister     |
| (P) | amtierender kosovarischer Pokalsieger |
| (N) | Aufsteiger aus der Liga e Parë        |

## Relegation
| Datum  |            | Ergebnis              |                      |
| ------ | ---------- | --------------------- | -------------------- |
| 04.06. | KF Drita   | 2:1                   | KF Dukagjini         |
| 03.06. | KF Ferizaj | 1:1 n. V. (2:3 i. E.) | KF Vllaznia Pozheran |